# Siège de Gênes (1800)
Pour les articles homonymes, voir Siège de Gênes.
Deuxième Coalition - Campagne d'Italie
Batailles
Guerre de la Deuxième Coalition
- St George's Caye (navale) (09-1798)
- Nicopolis (10-1798)
- Corfou (11-1798)
- Copenhague (navale) (04-1801)
- Algésiras (navale) (06-1801)

Campagne de Hollande
- Callantsoog (08-1799)
- Vlieter (08-1799)
- Zyp (09-1799)
- Bergen (09-1799)
- Alkmaar (10-1799)
- Castricum (10-1799)

Campagne de Suisse
- Ostrach (03-1799)
- Feldkirch (03-1799)
- 1re Stockach (03-1799)
- Frauenfeld (05-1799) (en)
- Winterthour (05-1799)
- 1re Zurich (06-1799)
- Schwytz (08-1799)
- Amsteg (08-1799) (en)
- Saint-Gothard (09-1799)
- 2e Zurich (09-1799)
- Linth (09-1799) (en)
- Muten (10-1799) (ru)
- Engen (05-1800)
- 2e Stockach (05-1800)
- Moesskirch (05-1800)
- Biberach (05-1800)
- Erbach (05-1800)
- Höchstädt (06-1800)
- Ampfing (12-1800)
- Hohenlinden (12-1800)

Campagne d'Égypte
- Malte 1 (06-1798)
- Malte 2 (06-1798)
- Alexandrie (07-1798)
- Chebreiss (07-1798)
- Pyramides (07-1798)
- 1re Aboukir (08-1798)
- Salheyeh (08-1798)
- Malte 3 (09-1798)
- Sédiman (10-1798)
- Caire (10-1798)
- Samanouth (01-1799)
- El Arish (02-1799)
- Syène (02-1799)
- Jaffa (03-1799)
- Saint-Jean-d'Acre (03-1799)
- Mont-Thabor (04-1799)
- 2e Aboukir (07-1799)
- Damiette (11-1799)
- Héliopolis (03-1800)
- 3e Aboukir (03-1801)
- Mandora (03-1801)
- Canope (03-1801)
- Fort Jullien (04-1801)
- Le Caire (06-1801) (en)
- Alexandrie (08-1801)

2e Campagne d'Italie
- Vérone (03-1799)
- Magnano (04-1799)
- Cassano (04-1799)
- Mantoue (04-1799)
- Bassignana (05-1799)
- 1re Marengo (05-1799) (en)
- Modène (06-1799) (en)
- Trebbia (06-1799)
- 2e Marengo (06-1799) (en)
- Novi 1 (08-1799)
- Rome (09-1799)
- Mannheim (09-1799) (en)
- Novi 2 (10-1799) (en)
- Genola (11-1799)
- Gênes (04-1800)
- Sassello (04-1800) (en)
- Fort Bard (05-1800)
- Verceil (05-1800)
- Turbigo (05-1800)
- Montebello (06-1800)
- 3e Marengo (06-1800)
- Pozzolo (12-1800)

Le siège de Gênes est le dernier acte de la première partie des opérations militaires en Italie du Nord au printemps 1800. L'aile droite de l'armée d'Italie sous les ordres des généraux Masséna et Soult, enfermée dans Gênes, retient pendant des semaines le corps du feld-maréchal Ott pour permettre à l'armée de Réserve sous les ordres du général Bonaparte de se déployer en Lombardie. La famine finira par contraindre les troupes françaises à la capitulation.

## Contexte

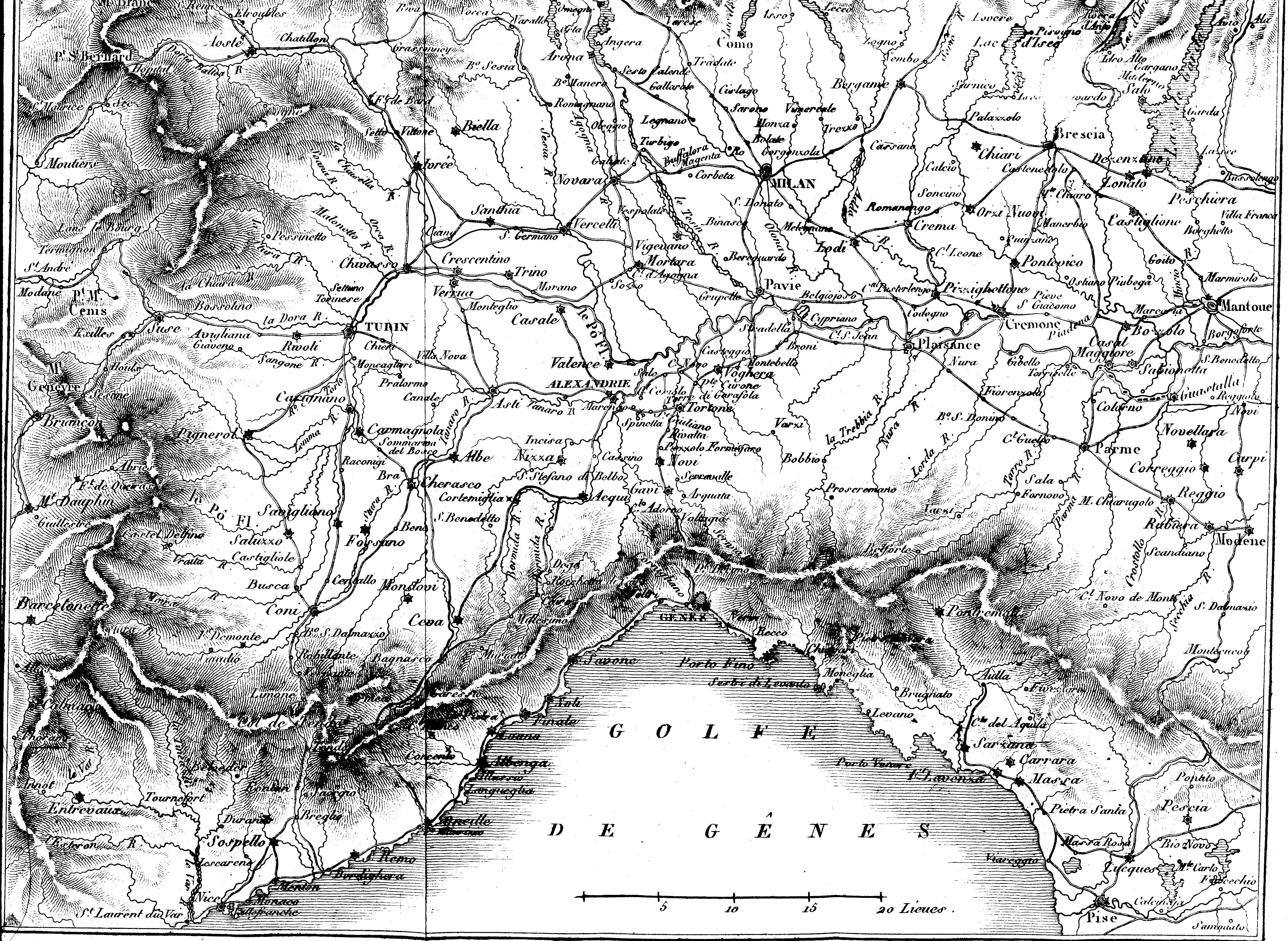
Vue de Gênes, Montebello, Marengo.

Bien que la victoire de Masséna lors de la deuxième bataille de Zurich ait provoqué le retrait des russes de la Deuxième Coalition, le Premier Consul doit commencer l'exercice du pouvoir en reprenant la guerre contre l'Autriche et le Royaume-Uni. Laissant le général Moreau attaquer l'Autriche par le sud de l'Allemagne, Bonaparte constitue une armée autour de Dijon pour pénétrer en Italie tandis que le général Masséna, à la tête de l'armée d'Italie, doit fixer les troupes autrichiennes du feld-maréchal Melas le plus longtemps possible.
Lorsque Masséna prend le commandement de l'armée d'Italie, il est à la fois confronté à des mutineries et désertions dues au retard de soldes et à une terrible épidémie de typhus qui emporte 14 000 hommes dont ses prédécesseurs, les généraux Championnet et Marbot. Son armée théoriquement forte de 150 000 hommes n'en compte en fait que 36 000 dont 28 000 véritablement en état de se battre, manquant de tout. Il peut cependant compter sur des adjoints qu'il a choisi lui-même : Soult, Turreau, Loison et Oudinot comme chef d'État-Major. Masséna organise son armée en trois corps. Au nord, la défense des Alpes est confiée à Turreau, le centre revient à Suchet et la défense de Gênes et de ses environs à Soult en qui Masséna a toute confiance depuis les opérations en Suisse.
En face, le feld-maréchal Melas commande une armée autrichienne correctement équipée et formée de 95 000 hommes. Vieux guerrier de 80 ans, il ne s'est pas laissé berner par le plan de Bonaparte et est conscient de la nécessité de détruire rapidement l'armée d'Italie tout en faisant surveiller ses arrières par le général Kaim autour d'Alexandrie.

## Mouvements préliminaires
L'offensive autrichienne commença le 5 avril 1800, par le combat de Cadibona avec pour but, d'une part de fixer Soult dans Gênes (Ott et le Prince de Hohenzollern) et d'autre part d'enfoncer le corps de Suchet pour couper en deux l'armée française. Si l'offensive de l'aile gauche autrichienne marque le pas face à la résistance de Soult, Melas atteint dès le lendemain Savone rejetant Suchet vers l'Ouest.
Comprenant la gravité de la situation Masséna contre-attaque dès le 7 matin et reprend quelques kilomètres. Il dépêche alors son chef-d'État-major (Oudinot) à Suchet pour lui ordonner d'attaquer de concert avec les forces de Soult. Lorsque ce dernier attaque au matin du 10 avril 1800, il parvient à avancer et à faire près de 3 000 prisonniers mais doit finalement rétrograder, Suchet étant resté l'arme au pied, ce qui rendit furieux Masséna.
Le général en chef décide alors de se replier dans Gênes et de s'y enfermer. Le 20 avril 1800, après de rudes combats aux portes de la ville, les Autrichiens mettent le siège.

## Le siège

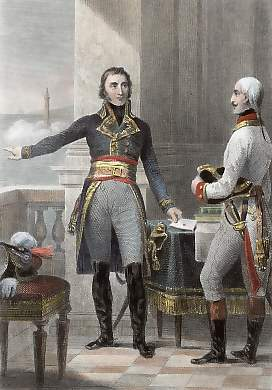
Le général Masséna lors des négociations avec les Autrichiens au siège de Gênes en 1800.

Le 24, l'amiral Keith adresse un ultimatum à Masséna menaçant de faire bombarder la ville par la mer. Mais les bâtiments anglais sont contraints de regagner le large quand le général français ordonne à ses artilleurs de tirer à boulets rouges sur eux.
Malgré les quelques précautions prises par Soult, le problème du ravitaillement, que ce soit en vivres ou en munitions, se pose de manière particulièrement pressante. Masséna envoie un aide de camp à Bonaparte dès le 24 pour le prévenir qu'il peut encore tenir entre 10 et 15 jours. Devant subvenir aux besoins d'un important contingent de prisonniers, il demande à Ott des vivres à leur destination. Devant le refus du général autrichien, il réduit leurs rations à quasiment rien. La famine fait alors souffler un vent de révolte parmi les prisonniers, et Masséna les fait embarquer sur des pontons dans la rade.
Le 30, voyant que les Français ne cèdent toujours pas, Melas lance une violente offensive qui chasse les défenseurs de presque tous les forts extérieurs, mettant la ville à portée de canon. Devant le péril, Masséna réplique par une contre-attaque massive qui reconquiert toutes les positions perdues, mais ne peut aller plus loin à cause de l'état d'épuisement des soldats. Réalisant alors que Gênes ne tomberait pas sous les assauts, les Autrichiens se résolvent à l'affamer et tournent leurs efforts sur Suchet, qu'ils repoussent au-delà de Nice. Privé de toutes chances de recevoir des secours par la côte, les assiégés retrouvent cependant un peu d'espoir quand un petit navire corsaire parvient à briser le blocus et à leur apporter cinq jours de vivres.
Pour tenter de se procurer des vivres, Masséna organise une sortie, fructueuse, le 11 mai, puis une autre, malheureuse, le 13, au cours de laquelle Soult, blessé à la jambe est fait prisonnier. La famine commence alors à faire sentir ses effets et les épidémies, comme celle de typhus, font leur apparition. Le 1er juin 1800, Masséna accepte l'offre du général en chef autrichien de discuter les termes de la reddition.
Pendant deux jours, les délégués d'armistice (le colonel Andrieux pour la France, le colonel de Best pour l'Autriche et le capitaine de vaisseau Beaver pour le Royaume-Uni) ne parviennent pas à s'entendre, ce qui fait les affaires de Masséna qui espère toujours l'arrivée de l'armée commandée par Bonaparte. Cependant, l'extrême gravité de la situation dans Gênes pousse Masséna à prendre les choses en main avec ses homologues. Leur rencontre a lieu le 4 juin, et si les termes de la convention (Masséna refuse de signer un document portant le terme de "capitulation") portant sur l'armée de terre sont assez rapidement réglés, les négociations achoppent sur les prétentions de l'amiral Keith à voir déclarer tous les navires ayant servi les Français et amarrés dans le port prises de la marine britannique. Un compromis est cependant trouvé, et à 7h du soir, la convention est signée. Le lendemain, 16 prairial an VIII (5 juin 1800), les Autrichiens prennent possession de la ville.
Les 8 000 hommes en état de marcher regagnent alors la France par la côte avec armes et bagages, tandis que Masséna et son état-major embarquent sur des navires corsaires qui les débarquent à Antibes.

## Conséquences
Aussitôt le siège levé, Ott marche pour rejoindre Melas qui fait face à Bonaparte, mais, défait par Lannes à Montebello, il participe quelques jours plus tard à la défaite de Marengo. Masséna, en retenant le corps autrichien devant Gênes pendant de nombreuses semaines a rempli le rôle qui lui était attribué dans le plan de Bonaparte.

## Commémoration
La cité de Gênes à Paris rappelle le souvenir de ce siège.